# Королівство Ессекс
Королівства східних саксів (давн-англ. Ēast Seaxna rīce, лат. Regnum Orientalium Saxonum, англ. Kingdom of the East Seaxe) — одне з семи королівств так званої англосаксонської гептархії. 

## Історія
З кінця IV ст. на землях сучасних графств Ессекс, Гартфордшир та Міддлсекс, почали селитися сакси, які отримали від Риму статус федератів. Після відходу римлян з Британії тут утворилося недовговічне кельтське держава Кайра-Колун. Проте сакси все прибували з материка, і на початку VI ст. Кайра-Колун припинило своє існування.
Королівство Ессекс було засноване Есквіном близько 500 року в південно-східній Англії на території сучасних графств Ессекс, Гартфордшир та Мідлсекс.
Близько 653 року східні сакси були вперше хрещені, проте християнство у них утверджувалося важче, ніж у сусідів.
З другої половини VII ст. Мерсія та Вессекс боролися за верховенство серед інших англосаксонських держав. Близько 730 року під владу Мерсі перейшли землі середніх саксів, а у 812 році Сіґеред визнав себе васалом короля Мерсії Кенвульфа, зрікся королівського титулу й надалі правив як граф. Незабаром сама Мерсія не витримала натиску західних саксів, та увійшла, зі своїми васалами, до складу Вессексу.

## Список королів
Володарі королівства Ессекса були представниками саксонської знаті. Першим вождем саксів, що розмістився в районі сучасного Лондона був Есквін. Він та його нащадки заснували династію ессекських королів. Володарювали до 812 року.
- Есквін I, 527 — 587
- Следда  I, 587–604
- Себерт I, 604 — 616
- Сексред I, 616 — 617
- Севард I, 616 — 617
- Сексбальд I, 616
- Сігеберт I, 617–653
- Сігеберт II, 653–660
- Світґельм I, 660–664
- Сігер I, 664–683
- Себбі I, 664—695
- Свефред I 694–715
- Сігеґерд I, 694–715
- Оффа, 709,
- Свефберт I, 715–738
- Селред I , 738–746
- Світред I, 746–758
- Сігерік I, 758–798
- Сігеред I, 798–812

Від 812 року приєднано до королівства Мерсія.